# Пчелище
Пчелище е село в Северна България. То се намира в община Велико Търново, област Велико Търново.

## География
Село Пчелище се намира на 12 км югоизточно от гр. Велико Търново.

## История
Смята се, че селото е основано под името Кованлък през 1450 година, на мястото на по-стари селища, намирали се на мястото на сегашното село. Според други източници, началото на селото е станало през 1393 година, малко след превземането на Търново.
В село Кованлък, Търновско, поп Стоян Граматик преписал през 1783 г. Паисиевата история по втория Софрониев препис от 1781 г., което го представя като пряк последовател на Софроний Врачански.
Преименувано е на Пчелище на 14 август 1934 г.

## Население
Численост на населението според преброяванията през годините:
| \| Година на преброяване \| Численост \| \| --------------------- \| --------- \| \| 1934 \| 1367 \| \| 1946 \| 1286 \| \| 1956 \| 1099 \| \| 1965 \| 923 \| \| 1975 \| 938 \| \| 1985 \| 634 \| \| 1992 \| 610 \| \| 2001 \| 567 \| \| 2011 \| 539 \| \| 2021 \| 500 \| |           |
| Година на преброяване | Численост |
| 1934 | 1367      |
| 1946 | 1286      |
| 1956 | 1099      |
| 1965 | 923       |
| 1975 | 938       |
| 1985 | 634       |
| 1992 | 610       |
| 2001 | 567       |
| 2011 | 539       |
| 2021 | 500       |

### Етнически състав
Преброяване на населението през 2011 г.
Численост и дял на етническите групи според преброяването на населението през 2011 г.:
|                     | Численост | Дял (в %) |
| Общо                | 539       | 100.00    |
| Българи             | 460       | 85.34     |
| Турци               | 11        | 2.04      |
| Цигани              | 3         | 0.55      |
| Други               | 4         | 0.74      |
| Не се самоопределят | 11        | 2.04      |
| Неотговорили        | 50        | 9.27      |

## Религии
Мнозинството от населението на селото изповядва източноправославното християнство.

## Обществени институции
Селото има читалище и библиотека с богата сбирка от книги.
На 11 май 2012 г. беше открита обновената сграда на Читалище „Просвета-1904“ и Център за работа с деца и младежи.

## Редовни събития
- Съборът на селото се празнува в последната неделя на месец август.

## Забележителности
Храм „Успение Богородично“, камбанарията на която е построена от Колю Фичето, и е втората в България със стенопис на „Колелото на живота“

## Личности
- Ради Балабански (1898-?), български офицер, полковник